# Pherbina vicina
Pherbina vicina är en tvåvingeart som först beskrevs av Robineau-desvoidy 1830.  Pherbina vicina ingår i släktet Pherbina och familjen kärrflugor.
Artens utbredningsområde är Frankrike. Inga underarter finns listade i Catalogue of Life.